# Coupe du monde de patinage de vitesse 2009-2010
Navigation
Édition précédente Édition suivante
La coupe du monde de patinage de vitesse 2009 - 2010 est une compétition internationale qui se déroule durant la saison hivernale. La saison est rythmée par plusieurs épreuves selon les distances entre le 6 novembre 2009 à Berlin (Allemagne) et le 14 mars 2010 à Heerenveen (Pays-Bas). La compétition est organisée par l'Union internationale de patinage.
Les différentes épreuves sont le 500 mètres, 1 000 mètres, 1 500 mètres, le combiné 5 000/10 000 mètres et la poursuite par équipes chez les hommes, chez les femmes les épreuves sont le 500 mètres, 1 000 mètres, 1 500 mètres, le combiné 3 000/5 000 mètres et la poursuite par équipes.
Les différentes villes qui accueillent l'évènement sont par ordre chronologique Berlin, Heerenveen (Pays-Bas), Hamar (Norvège), Calgary (Canada), Salt Lake City (États-Unis), Erfurt (Allemagne), et de nouveau Heerenveen.

## Calendrier des épreuves
| Ville          | Patinoire                      | Date              | 500 m | 1000 m | 1500 m | 3000 / 5000 m | 5000 / 10000 m | Par équipe Poursuite |
| -------------- | ------------------------------ | ----------------- | ----- | ------ | ------ | ------------- | -------------- | -------------------- |
| Berlin         | Hohenschönhausen               | 6 au 8 novembre   | XX    | X      | X      | X             | —              | —                    |
| Heerenveen     | Thialf                         | 13 au 15 novembre | XX    | X      | X      | X             | —              | X                    |
| Hamar          | Vikingskipet                   | 21 et 22 novembre | —     | —      | X      | —             | X              | —                    |
| Calgary        | Olympic Oval                   | 4 au 6 décembre   | XX    | X      | X      | X             | —              | X                    |
| Salt Lake City | Utah Olympic Oval              | 11 au 13 décembre | XX    | X      | X      | X             | —              | X                    |
| Erfurt         | Gunda-Niemann-Stirnemann-Halle | 6 et 7 mars       | XX    | XX     | —      | —             | —              | —                    |
| Heerenveen     | Thialf                         | 12 au 14 mars     | XX    | X      | X      | X             | —              | X                    |

## Résultats

### Femmes

#### Calendrier des épreuves
| Date                      | Lieu                                 | Distance                 | Gagnant                                                           | Second                                                | Troisième |
| ------------------------- | ------------------------------------ | ------------------------ | ----------------------------------------------------------------- | ----------------------------------------------------- | --- |
| Du 6 au 8 Novembre 2009   | Berlin (Sportforum Hohenschönhausen) | 3 000 m (6 novembre)     | Martina Sáblíková                                                 | Masako Hozumi                                         | Stephanie Beckert |
| Du 6 au 8 Novembre 2009   | Berlin (Sportforum Hohenschönhausen) | 500 m (7 novembre)       | Wang Beixing                                                      | Jenny Wolf                                            | Nao Kodaira |
| Du 6 au 8 Novembre 2009   | Berlin (Sportforum Hohenschönhausen) | 1 000 m (7 novembre)     | Christine Nesbitt                                                 | Nao Kodaira                                           | Marianne Timmer |
| Du 6 au 8 Novembre 2009   | Berlin (Sportforum Hohenschönhausen) | 500 m (8 novembre)       | Jenny Wolf                                                        | Wang Beixing                                          | Annette Gerritsen |
| Du 6 au 8 Novembre 2009   | Berlin (Sportforum Hohenschönhausen) | 1 500 m (8 novembre)     | Christine Nesbitt                                                 | Martina Sáblíková                                     | Brittany Schussler |
| Du 13 au 15 Novembre 2009 | Heerenveen (Thialf)                  | 500 m (13 novembre)      | Jenny Wolf                                                        | Wang Beixing                                          | Annette Gerritsen |
| Du 13 au 15 Novembre 2009 | Heerenveen (Thialf)                  | 3 000 m (13 novembre)    | Stephanie Beckert                                                 | Martina Sáblíková                                     | Daniela Anschütz-Thoms |
| Du 13 au 15 Novembre 2009 | Heerenveen (Thialf)                  | 500 m (14 novembre)      | Jenny Wolf                                                        | Wang Beixing                                          | Annette Gerritsen |
| Du 13 au 15 Novembre 2009 | Heerenveen (Thialf)                  | 1 500 m (14 novembre)    | Ireen Wüst                                                        | Christine Nesbitt                                     | Kristina Groves |
| Du 13 au 15 Novembre 2009 | Heerenveen (Thialf)                  | 1 000 m (15 novembre)    | Christine Nesbitt                                                 | Annette Gerritsen                                     | Natasja Bruintjes |
| Du 13 au 15 Novembre 2009 | Heerenveen (Thialf)                  | Par équipe (15 novembre) | CanadaKristina Groves Christine Nesbitt Brittany Schussler        | Pays-BasIreen Wüst Diane Valkenburg Elma de Vries     | RussieJekaterina Abramowa Galina Lichatschowa Jekaterina Schichowa                                                          |
| Du 21 au 22 Novembre 2009 | Hamar                                | 5 000 m (21 novembre)    | Martina Sáblíková                                                 | Stephanie Beckert                                     | Daniela Anschütz-Thoms |
| Du 21 au 22 Novembre 2009 | Hamar                                | 1 500 m (22 novembre)    | Kristina Groves                                                   | Ireen Wüst                                            | Martina Sáblíková |
| Du 4 au 6 Décembre 2009   | Calgary                              | 500 m (4 décembre)       | Jenny Wolf                                                        | Wang Beixing Lee Sang-Hwa                             | |
| Du 4 au 6 Décembre 2009   | Calgary                              | 3 000 m (4 décembre)     | Stephanie Beckert                                                 | Martina Sáblíková                                     | Daniela Anschütz-Thoms |
| Du 4 au 6 Décembre 2009   | Calgary                              | 500 m (5 décembre)       | Jenny Wolf                                                        | Wang Beixing                                          | Lee Sang-Hwa |
| Du 4 au 6 Décembre 2009   | Calgary                              | 1 500 m (5 décembre)     | Kristina Groves                                                   | Christine Nesbitt                                     | Elma de Vries |
| Du 4 au 6 Décembre 2009   | Calgary                              | 1 000 m (6 décembre)     | Christine Nesbitt                                                 | Annette Gerritsen                                     | Monique Angermüller |
| Du 4 au 6 Décembre 2009   | Calgary                              | Par équipe (6 décembre)  | CanadaKristina Groves Christine Nesbitt Brittany Schussler        | JaponMasako Hozumi Maki Tabata Shiho Ishizawa         | AllemagneIsabell Ost Stephanie Beckert Katrin Mattscherodt                                                                  |
| Du 11 au 13 Décembre 2009 | Salt Lake City                       | 500 m (11 décembre)      | Jenny Wolf                                                        | Wang Beixing                                          | Lee Sang-Hwa |
| Du 11 au 13 Décembre 2009 | Salt Lake City                       | 3 000 m (11 décembre)    | Martina Sáblíková                                                 | Stephanie Beckert                                     | Kristina Groves |
| Du 11 au 13 Décembre 2009 | Salt Lake City                       | 500 m (12 décembre)      | Wang Beixing                                                      | Jenny Wolf                                            | Lee Sang-Hwa |
| Du 11 au 13 Décembre 2009 | Salt Lake City                       | 1 500 m (12 décembre)    | Christine Nesbitt                                                 | Kristina Groves                                       | Jennifer Rodriguez |
| Du 11 au 13 Décembre 2009 | Salt Lake City                       | 1 000 m (13 décembre)    | Christine Nesbitt                                                 | Wang Beixing                                          | Nao Kodaira |
| Du 11 au 13 Décembre 2009 | Salt Lake City                       | Par équipe (13 décembre) | RussieYekaterina Abramova Galina Lichatschova Yekaterina Shikhova | CanadaKristina Groves Christine Nesbitt Cindy Klassen | Pays-BasIreen Wüst Paulien van Deutekom Elma de Vries AllemagneDaniela Anschütz-Thoms Stephanie Beckert Katrin Mattscherodt |
| Du 6 au 7 Mars 2010       | Erfurt                               | 500 m (6 mars)           | Jenny Wolf                                                        | Margot Boer                                           | Heather Richardson |
| Du 6 au 7 Mars 2010       | Erfurt                               | 1 000 m (6 mars)         | Monique Angermüller                                               | Margot Boer                                           | Natasja Bruintjes |
| Du 6 au 7 Mars 2010       | Erfurt                               | 500 m (7 mars)           | Jenny Wolf                                                        | Margot Boer                                           | Thijsje Oenema |
| Du 6 au 7 Mars 2010       | Erfurt                               | 1 000 m (7 mars)         | Yekaterina Shikhova                                               | Laurine van Riessen                                   | Natasja Bruintjes |
| Du 12 au 14 Mars 2010     | Heerenveen (Thialf)                  | 1 000 m                  |                                                                   |                                                       | |
| Du 12 au 14 Mars 2010     | Heerenveen (Thialf)                  | 3 000 m                  | Martina Sáblíková                                                 |                                                       | |
| Du 12 au 14 Mars 2010     | Heerenveen (Thialf)                  | 500 m                    | Jenny Wolf                                                        |                                                       | |
| Du 12 au 14 Mars 2010     | Heerenveen (Thialf)                  | 1 500 m                  |                                                                   |                                                       | |
| Du 12 au 14 Mars 2010     | Heerenveen (Thialf)                  | 500 m                    | Jenny Wolf                                                        |                                                       | |
| Du 12 au 14 Mars 2010     | Heerenveen (Thialf)                  | Par équipe               |                                                                   |                                                       | |

#### 500 mètres
(Classement après 8 épreuves sur 12)
| Rang | Nom               | Pays         | Pointage |
| ---- | ----------------- | ------------ | -------- |
| 1    | Jenny Wolf        | Allemagne    | 780      |
| 2    | Beixing Wang      | Chine        | 680      |
| 3    | Sang-Hwa Lee      | Corée du Sud | 505      |
| 4    | Nao Kodaira       | Japon        | 361      |
| 5    | Annette Gerritsen | Pays-Bas     | 355      |
| 6    | Margot Boer       | Pays-Bas     | 315      |
| 7    | Yuliya Nemaya     | Russie       | 281      |
| 8    | Sayuri Yoshii     | Japon        | 264      |
| 9    | Shuang Zhang      | Chine        | 197      |
| 10   | Thijsje Oenema    | Pays-Bas     | 178      |
|      |                   |              |          |
|      |                   |              |          |

#### 1 000mètres
(Classement après 4 épreuves sur 7)
| Rang | Nom                 | Pays       | Pointage |
| ---- | ------------------- | ---------- | -------- |
| 1    | Christine Nesbitt   | Canada     | 400      |
| 2    | Annette Gerritsen   | Pays-Bas   | 205      |
| 3    | Nao Kodaira         | Japon      | 202      |
| 4    | Beixing Wang        | Chine      | 180      |
| 5    | Monique Angermüller | Allemagne  | 170      |
| 6    | Margot Boer         | Pays-Bas   | 165      |
| 7    | Kristina Groves     | Canada     | 161      |
| 8    | Sayuri Yoshii       | Japon      | 130      |
| 9    | Laurine van Riessen | Pays-Bas   | 113      |
| 10   | Jennifer Rodriguez  | États-Unis | 110      |
|      |                     |            |          |
|      |                     |            |          |

#### 1 500mètres
(Classement après 5 épreuves sur 6)
| Rang | Nom                      | Pays       | Pointage |
| ---- | ------------------------ | ---------- | -------- |
| 1    | Kristina Groves          | Canada     | 410      |
| 2    | Christine Nesbitt        | Canada     | 360      |
| 3    | Ireen Wüst               | Pays-Bas   | 257      |
| 4    | Martina Sáblíková        | Tchéquie   | 228      |
| 5    | Brittany Schussler       | Canada     | 191      |
| 6    | Daniela Anschütz-Thoms   | Allemagne  | 184      |
| 7    | Jennifer Rodriguez       | États-Unis | 172      |
| 8    | Katarzyna Bachleda-Curus | Pologne    | 172      |
| 9    | Diane Valkenburg         | Pays-Bas>  | 142      |
| 10   | Yekaterina Shikhova      | Russie     | 139      |
|      |                          |            |          |
|      |                          |            |          |

#### 3 000/5 000mètres
(Classement après 5 épreuves sur 6)
| Rang | Nom                    | Pays      | Pointage |
| ---- | ---------------------- | --------- | -------- |
| 1    | Martina Sábliková      | Tchéquie  | 460      |
| 2    | Stephanie Beckert      | Allemagne | 430      |
| 3    | Daniela Anschütz Thoms | Allemagne | 315      |
| 4    | Kristina Groves        | Canada    | 290      |
| 5    | Masako Hozumi          | Japon     | 222      |
| 6    | Maren Haugli           | Norvège   | 217      |
| 7    | Clara Hughes           | Canada    | 210      |
| 8    | Ireen Wüst             | Pays-Bas  | 174      |
| 9    | Brittany Schussler     | Canada    | 153      |
| 10   | Shiho Ishizawa         | Japon     | 130      |
|      |                        |           |          |
|      |                        |           |          |

#### Par équipe
(Classement après 3 épreuves sur 4)
| Rang | Pays         | Pointage |
| ---- | ------------ | -------- |
| 1    | Canada       | 280      |
| 2    | Russie       | 230      |
| 3    | Japon        | 190      |
| 4    | Allemagne    | 190      |
| 5    | Pays-Bas     | 185      |
| 6    | Corée du Sud | 135      |
| 7    | États-Unis   | 117      |
| 8    | Chine        | 108      |
| 9    | Pologne      | 104      |
| 10   | Kazakhstan   | 56       |
| 11   | Tchéquie     | 28       |

### Hommes

#### Calendrier des épreuves
| Date                      | Lieu                                     | Distance                 | Gagnant | Second                                             | Troisième                                                       |
| ------------------------- | ---------------------------------------- | ------------------------ | --- | -------------------------------------------------- | --------------------------------------------------------------- |
| Du 6 au 8 Novembre 2009   | Berlin (Sportforum Hohenschönhausen)     | 500 m (6 novembre)       | Lee Kang-Seok                                                                                              | Lee Kyou-Hyuk                                      | Keiichiro Nagashima                                             |
| Du 6 au 8 Novembre 2009   | Berlin (Sportforum Hohenschönhausen)     | 1 000 m (6 novembre)     | Shani Davis                                                                                                | Jewgeni Lalenkow                                   | Mun Joon                                                        |
| Du 6 au 8 Novembre 2009   | Berlin (Sportforum Hohenschönhausen)     | 5000 m (7 novembre)      | Sven Kramer                                                                                                | Håvard Bøkko                                       | Bob de Jong                                                     |
| Du 6 au 8 Novembre 2009   | Berlin (Sportforum Hohenschönhausen)     | 500 m (8 novembre)       | Tucker Fredricks                                                                                           | Lee Kang-Seok                                      | Lee Kyou-Hyuk                                                   |
| Du 6 au 8 Novembre 2009   | Berlin (Sportforum Hohenschönhausen)     | 1 500 m (8 novembre)     | Shani Davis                                                                                                | Håvard Bøkko                                       | Denny Morrison                                                  |
| Du 13 au 15 Novembre 2009 | Heerenveen (Thialf)                      | 500 m (13 novembre)      | Keiichiro Nagashima                                                                                        | Tucker Fredricks                                   | Ronald Mulder                                                   |
| Du 13 au 15 Novembre 2009 | Heerenveen (Thialf)                      | 1 500 m (13 novembre)    | Shani Davis                                                                                                | Håvard Bøkko                                       | Stefan Groothuis                                                |
| Du 13 au 15 Novembre 2009 | Heerenveen (Thialf)                      | 500 m (14 novembre)      | Jōji Katō                                                                                                  | Jan Smeekens                                       | Lee Kang-Seok                                                   |
| Du 13 au 15 Novembre 2009 | Heerenveen (Thialf)                      | 5 000 m (14 novembre)    | Sven Kramer                                                                                                | Bob de Jong                                        | Håvard Bøkko                                                    |
| Du 13 au 15 Novembre 2009 | Heerenveen (Thialf)                      | 1 000 m (15 novembre)    | Shani Davis                                                                                                | Simon Kuipers                                      | Mo Tae-Bum                                                      |
| Du 13 au 15 Novembre 2009 | Heerenveen (Thialf)                      | Par équipe (15 novembre) | Pays-BasRemco Olde Heuvel Koen Verweij Jan Blokhuijsen États-UnisShani Davis Chad Hedrick Trevor Marsicano | -                                                  | ItalieEnrico Fabris Matteo Anesi Luca Stefani                   |
| Du 21 au 22 Novembre 2009 | Hamar                                    | 1 500 m (21 novembre)    | Shani Davis                                                                                                | Lukas Makowski                                     | Håvard Bøkko                                                    |
| Du 21 au 22 Novembre 2009 | Hamar                                    | 10.000 m (22 novembre)   | Sven Kramer                                                                                                | Bob de Jong                                        | Ivan Skobrev                                                    |
| Du 4 au 6 Décembre 2009   | Calgary                                  | 500 m (4 décembre)       | Mika Poutala                                                                                               | Jōji Katō                                          | Jamie Gregg                                                     |
| Du 4 au 6 Décembre 2009   | Calgary                                  | 1 500 m (4 décembre)     | Chad Hedrick                                                                                               | Shani Davis                                        | Denny Morrison                                                  |
| Du 4 au 6 Décembre 2009   | Calgary                                  | 500 m (5 décembre)       | Lee Kyou-Hyuk                                                                                              | Mika Poutala                                       | Tucker Fredricks                                                |
| Du 4 au 6 Décembre 2009   | Calgary                                  | 5 000 m (5 décembre)     | Sven Kramer                                                                                                | Ivan Skobrev                                       | Bob de Jong                                                     |
| Du 4 au 6 Décembre 2009   | Calgary                                  | 1 000 m (6 décembre)     | Shani Davis                                                                                                | Lee Kyou-Hyuk                                      | Denny Morrison                                                  |
| Du 4 au 6 Décembre 2009   | Calgary                                  | Par équipe (6 décembre)  | Pays-BasSven Kramer Carl Verheijen Wouter Olde Heuvel                                                      | CanadaDenny Morrison Lucas Makowsky Mathieu Giroux | NorvègeHåvard Bøkko Sverre Lunde Pedersen Fredrik van der Horst |
| Du 11 au 13 Décembre 2009 | Salt Lake City                           | 500 m (11 décembre)      | Lee Kyou-Hyuk                                                                                              | Yuya Oikawa                                        | Mika Poutala                                                    |
| Du 11 au 13 Décembre 2009 | Salt Lake City                           | 1 500 m (11 décembre)    | Shani Davis                                                                                                | Chad Hedrick                                       | Mo Tae-Bum                                                      |
| Du 11 au 13 Décembre 2009 | Salt Lake City                           | 500 m (12 décembre)      | Lee Kyou-Hyuk                                                                                              | Lee Kang-Seok                                      | Tucker Fredricks                                                |
| Du 11 au 13 Décembre 2009 | Salt Lake City                           | 5 000 m (12 décembre)    | Enrico Fabris                                                                                              | Bob de Jong                                        | Ivan Skobrev                                                    |
| Du 11 au 13 Décembre 2009 | Salt Lake City                           | 1 000 m (13 décembre)    | Shani Davis                                                                                                | Lee Kyou-Hyuk                                      | Mika Poutala                                                    |
| Du 11 au 13 Décembre 2009 | Salt Lake City                           | Par équipe (13 décembre) | NorvègeHåvard Bøkko Henrik Christiansen Mikael Flyging-Larsen                                              | ItalieEnrico Fabris Matteo Anesi Luca Stefani      | CanadaSteven Elm Lucas Makowsky Mathieu Giroux                  |
| Du 6 au 7 Mars 2010       | Erfurt (Gunda-Niemann- Stirnemann-Halle) | 500 m (6 mars)           | Jan Smeekens                                                                                               | Yuya Oikawa                                        | Ronald Mulder                                                   |
| Du 6 au 7 Mars 2010       | Erfurt (Gunda-Niemann- Stirnemann-Halle) | 1 000 m (6 mars)         | Shani Davis                                                                                                | Mark Tuitert                                       | Stefan Groothuis                                                |
| Du 6 au 7 Mars 2010       | Erfurt (Gunda-Niemann- Stirnemann-Halle) | 500 m (7 mars)           | Jan Smeekens                                                                                               | Yuya Oikawa                                        | Mika Poutala Dmitry Lobkov                                      |
| Du 6 au 7 Mars 2010       | Erfurt (Gunda-Niemann- Stirnemann-Halle) | 1 000 m (7 mars)         | Shani Davis                                                                                                | Stefan Groothuis                                   | Mark Tuitert                                                    |
| Du 12 au 14 Mars 2010     | Heerenveen (Thialf)                      | 1 000 m                  | Shani Davis                                                                                                |                                                    |                                                                 |
| Du 12 au 14 Mars 2010     | Heerenveen (Thialf)                      | 5 000 m                  | Håvard Bøkko                                                                                               |                                                    |                                                                 |
| Du 12 au 14 Mars 2010     | Heerenveen (Thialf)                      | 500 m                    | Jan Smeekens                                                                                               |                                                    |                                                                 |
| Du 12 au 14 Mars 2010     | Heerenveen (Thialf)                      | 1 500 m                  | Shani Davis                                                                                                |                                                    |                                                                 |
| Du 12 au 14 Mars 2010     | Heerenveen (Thialf)                      | 500 m                    | Jan Smeekens                                                                                               |                                                    |                                                                 |
| Du 12 au 14 Mars 2010     | Heerenveen (Thialf)                      | Par équipe               | |                                                    |                                                                 |

#### 500mètres
(Classement final)
| Rang | Nom                 | Pays         | Pointage |
| ---- | ------------------- | ------------ | -------- |
| 1    | Tucker Fredricks    | États-Unis   | 788      |
| 2    | Jan Smeekens        | Pays-Bas     | 742      |
| 3    | Mika Poutala        | Finlande     | 702      |
| 4    | Yuya Oikawa         | Japon        | 587      |
| 5    | Ronald Mulder       | Pays-Bas     | 567      |
| 6    | Lee Kang-Seok       | Corée du Sud | 523      |
| 7    | Lee Kyu-Hyeok       | Corée du Sud | 521      |
| 8    | Keiichiro Nagashima | Japon        | 407      |
| 9    | Joji Kato           | Japon        | 373      |
| 10   | Ryohei Haga         | Japon        | 369      |
|      |                     |              |          |
|      |                     |              |          |

#### 1 000mètres
(Classement après 3 épreuves sur 7)
| Rang | Nom            | Pays         | Pointage |
| ---- | -------------- | ------------ | -------- |
| 1    | Shani Davis    | États-Unis   | 400      |
| 2    | Tae-Bum Mo     | Corée du Sud | 215      |
| 3    | Lee Kyou-Hyuk  | Corée du Sud | 212      |
| 4    | Mark Tuitert   | Pays-Bas     | 170      |
| 5    | Mika Poutala   | Pays-Bas     | 162      |
| 6    | Denny Morrison | Canada       | 157      |
| 7    | Chad Hedrick   | États-Unis   | 157      |
| 8    | Joon Mun       | Corée du Sud | 143      |
| 9    | Jan Bos        | Pays-Bas     | 112      |
| 10   | Simon Kuipers  | Pays-Bas     | 116      |
|      |                |              |          |
|      |                |              |          |

#### 1 500mètres
(Classement après 5 épreuves sur 6)
| Rang | Nom              | Pays       | Pointage |
| ---- | ---------------- | ---------- | -------- |
| 1    | Shani Davis      | États-Unis | 480      |
| 2    | Håvard Bøkko     | Norvège    | 350      |
| 3    | Ched Hedrick     | États-Unis | 268      |
| 4    | Denny Morrison   | Canada     | 218      |
| 5    | Mark Tuitert     | Pays-Bas   | 200      |
| 6    | Lucas Makowsky   | Canada     | 198      |
| 7    | Ivan Skobrev     | Russie     | 197      |
| 8    | Stefan Groothuis | Pays-Bas   | 190      |
| 9    | Enrico Fabris    | Italie     | 153      |
| 10   | Rhian Ket        | Pays-Bas   | 136      |
|      |                  |            |          |
|      |                  |            |          |

#### 5 000/10 000mètres
(Classement après 5 épreuves sur 6)
| Rang | Nom                | Pays         | Pointage |
| ---- | ------------------ | ------------ | -------- |
| 1    | Sven Kramer        | Pays-Bas     | 400      |
| 2    | Bob de Jong        | Pays-Bas     | 380      |
| 3    | Ivan Skobrev       | Russie       | 325      |
| 4    | Håvard Bøkko       | Norvège      | 305      |
| 5    | Carl Verheijen     | Pays-Bas     | 230      |
| 6    | Enrico Fabris      | Italie       | 223      |
| 7    | Wouter Olde Heuvel | Pays-Bas     | 176      |
| 8    | Chad Hedrick       | États-Unis   | 145      |
| 9    | Lee Seung-Hoon     | Corée du Sud | 137      |
| 10   | Shani Davis        | États-Unis   | 132      |
|      |                    |              |          |
|      |                    |              |          |

#### Par équipe
(Classement après 3 épreuves sur 4)
| Rang | Pays       | Pointage |
| ---- | ---------- | -------- |
| 1    | Pays-Bas   | 260      |
| 2    | Norvège    | 230      |
| 3    | Canada     | 186      |
| 4    | États-Unis | 180      |
| 5    | Italie     | 175      |
| 6    | Japon      | 155      |
| 7    | Suède      | 136      |
| 8    | Russie     | 109      |
| 9    | Pologne    | 93       |
| 10   | Allemagne  | 92       |